# Vallmästare
Vallmästare var från 1540-talet en person som var kunnig i militär byggnadskonst och som hade ansvaret för en eller flera fästningars vallar. I Finland kallades under 1570-talet samma position vallvaktmästare. Under trettioåriga kriget kallades dessa även verkmästare och de medhjälpare som under 1500-talet kallats vallmästardrängar kom att kallas vallsättare.
I mitten av 1600-talet hade vallmästarna i allmänhet försvunnit utom i på vissa slottstater och i de tyska besittningarna, där såväl vallmästare som vallsättare fanns kvar (i Greifswald fanns några år en vallmästarlöjtnant) tills dessa fästningar gick förlorade under Karl XII:s krig. Efter krigsslutet återinfördes båda befattningarna vid samtliga fortifikationsbrigader och räknades först till hantverksstaten, men efter 1739 till underofficerare, varvid vallmästarna motsvarade underkonduktörer och vallsättarna sergeanter. De bibehölls sedan till Fortifikationens omorganisation 1811.
I samband med uppbyggnaden av staden Göteborg inkallades holländska vallmästare och ingenjörer för att leda grundläggningsarbetet från år 1619 och framåt.